# ملانی گریفیث
ملانی ریچاردز گریفیث (به انگلیسی: Melanie Richards Griffith) (زاده ۹ اوت ۱۹۵۷) بازیگر آمریکایی است.
از فیلم‌های معروف او می‌توان به فیلم شهرت به کارگردانی وودی آلن و دختر شاغل به کارگردانی مایک نیکولز و آتش غرور اشاره کرد.

## زندگی‌نامه
مادر بازیگرش تیپی هدرن (Tipi Hedren) هنرپیشه نقش اول فیلم‌های مارنی و پرندگان آلفرد هیچکاک اصلیتی نروژی، آلمانی و سوئدی دارد و پدرش انگلیسی است. پدر و مادرش زمانی که ملانی چهار سال داشت از هم جدا شدند و پدرش دوباره ازدواج کرد. کارش را زمانی که تنها نه ماه داشت در یک آگهی تبلیغاتی شروع کرد. بعد نقش کوچکی در فیلم اسمیت ۱۹۶۳ و تجربه سخت ۱۹۷۳ را بازی کرد تا اولین نقش اصلی را در فیلم جنبش‌های شبانه آرتور پن تجربه کرد.
او تاکنون چهار بار ازدواج کرده‌است. دان جانسون (۱۹۷۶)، استیون باوئر (۱۹۸۳)، دوباره با دان جانسون (۱۹۸۹) و سرانجام آنتونیو باندراس (۱۹۹۶) همسران او بوده‌اند. وی دارای سه فرزند به نام‌های داکوتا جانسون، الکساندر بائر و استلا باندراس است.

## جوایز
بفتا:
کاندیدای بهترین بازیگر نقش اول زن در سال ۱۹۸۹

## بخشی از فیلم‌شناسی
| سال  | فیلم                      | نقش                | یادداشت |
| ---- | ------------------------- | ------------------ | --- |
| ۱۹۷۵ | حرکت شب                   |                    | |
| ۱۹۷۵ | لبخند                     |                    | |
| ۱۹۷۵ | درونینگ پول               | Schuyler Devereaux | |
| ۱۹۷۵ | جوی‌راید                   |                    | |
| ۱۹۸۱ | غرش                       |                    | |
| ۱۹۷۵ | لبخند                     | Karen Love         | |
| ۱۹۸۴ | بادی دابل                 |                    | |
| ۱۹۸۴ | شهر ترس                   |                    | |
| ۱۹۸۶ | چیزی وحشی                 |                    | |
| ۱۹۸۸ | گیلاس ۲۰۰۰                |                    | |
| ۱۹۸۸ | دوشنبه طوفانی             |                    | |
| ۱۹۸۸ | جنگ میلاگرو بنفیلد        |                    | |
| ۱۹۸۸ | دختر شاغل                 | Tess McGill        | Boston Society of Film Critics Award for Best Actress جایزه گلدن گلوب بهترین بازیگر زن فیلم موزیکال یا کمدی نامزدی — جایزه اسکار بهترین بازیگر نقش اول زن نامزدی — جایزه بفتای بهترین بازیگر نقش اول زن نامزدی — National Society of Film Critics Award for Best Actress (3rd place) |
| ۱۹۹۰ | آتش غرور                  | Maria Ruskin       | |
| ۱۹۹۰ | در روح                    |                    | |
| ۱۹۹۱ | پردیس                     | Lily Reed          | |
| ۱۹۹۱ | ارتفاعات آرام             | Patty Palmer       | |
| ۱۹۹۲ | غریبه‌ای در میان ما        | Emily Eden         | |
| ۱۹۹۲ | در امتداد درخشش           |                    | |
| ۱۹۹۳ | چشم‌وگوش‌بسته               |                    | |
| ۱۹۹۴ | پول شیر                   |                    | |
| ۱۹۹۴ | هیچ‌کس احمق نیست           | Toby Roebuck       | |
| ۱۹۹۵ | حال و آینده               |                    | |
| ۱۹۹۶ | آبشارهای مالهالند         |                    | |
| ۱۹۹۷ | لولیتا                    | Charlotte Haze     | |
| ۱۹۹۸ | سایه یک شک                |                    | |
| ۱۹۹۸ | روزی دیگر در بهشت         | Sid                | |
| ۱۹۹۸ | شهرت                      | Nicole Oliver      | |
| ۱۹۹۹ | دیوانه در آلاباما         | Lucille Vinson     | |
| ۱۹۹۹ | آر کی او ۲۸۱              | Marion Davies      | |
| ۲۰۰۰ | سیسیل بی دیوانه           |                    | |
| ۲۰۰۰ | برای همیشه، لولو          |                    | |
| ۲۰۰۱ | تارت                      | Diane Milford      | |
| ۲۰۰۲ | استوارت کوچولو ۲          |                    | |
| ۲۰۰۳ | شبی که یک روز صدایش کردیم | Barbara Marx       | نامزدی — Australian Film Institute Award for Best Actress in a Supporting Role |
| ۲۰۰۳ | ضرب                       | Sarah              | |
| ۲۰۰۳ | سایه                      | Eve                | |
| ۲۰۱۲ | زرد                       |                    | |
| ۲۰۱۲ | توریست سیاه               |                    | |
| ۲۰۱۴ | ربات‌های یاغی              |                    | |
| ۲۰۱۷ | هنرمند فاجعه              |                    | |
| ۲۰۱۷ | دزدان دریایی سومالی       |                    | |
| ۲۰۲۰ | یادداشت عالی              |                    | |